# Дрю (Міссісіпі)
Дрю (англ. Drew) — місто (англ. city) в США, в окрузі Санфлауер штату Міссісіпі. Населення — 1852 особи (2020).

## Географія
Дрю розташований за координатами 33°48′36″ пн. ш. 90°31′49″ зх. д. / 33.81000° пн. ш. 90.53028° зх. д. (33.810052, -90.530398).  За даними Бюро перепису населення США в 2010 році місто мало площу 2,89 км², уся площа — суходіл.

## Демографія
Згідно з переписом 2010 року, у місті мешкало 1927 осіб у 686 домогосподарствах у складі 485 родин. Густота населення становила 666 осіб/км².  Було 764 помешкання (264/км²).
Расовий склад населення:
| - 83,3 % — чорних або афроамериканців - 16,0 % — білих - 0,2 % — корінних американців - 0,2 % — азіатів |

До двох чи більше рас належало 0,3 %. Частка іспаномовних становила 0,7 % від усіх жителів.
За віковим діапазоном населення розподілялося таким чином: 31,8 % — особи молодші 18 років, 56,7 % — особи у віці 18—64 років, 11,5 % — особи у віці 65 років та старші. Медіана віку мешканця становила 29,5 року. На 100 осіб жіночої статі у місті припадало 77,8 чоловіків;  на 100 жінок у віці від 18 років та старших — 72,1 чоловіків також старших 18 років.
Середній дохід на одне домашнє господарство  становив 31 444 долари США (медіана — 24 118), а середній дохід на одну сім'ю — 37 307 доларів (медіана — 31 364). Медіана доходів становила 29 063 долари для чоловіків та 26 750 доларів для жінок. За межею бідності перебувало 47,8 % осіб, у тому числі 71,6 % дітей у віці до 18 років та 29,5 % осіб у віці 65 років та старших.
Цивільне працевлаштоване населення становило 519 осіб. Основні галузі зайнятості: освіта, охорона здоров'я та соціальна допомога — 37,2 %, виробництво — 15,8 %, публічна адміністрація — 13,7 %.